# Cheilolejeunea choachina
Cheilolejeunea choachina là một loài Rêu trong họ Lejeuneaceae. Loài này được (Gottsche) Gradst. mô tả khoa học đầu tiên năm 1999.